# A girl called Dusty
A girl called Dusty is het debuutalbum van de Britse zangeres Dusty Springfield. Het werd voor het eerst uitgebracht op langspeelplaat in het Verenigd Koninkrijk op het label Philips in april 1964.

## Achtergrond
Dusty Springfield had tussen 1958 en 1960 gezongen in de meidengroep The Lana Sisters en in de jaren 1960-1963 in het folktrio The Springfields. Dusty’s voorkeur ging echter uit naar soulmuziek in plaats van het folkrepertoire. Daarom begon ze in 1963 een solocarrière.
Na een succesvolle eerste single, I only want to be with you, die de vierde plaats haalde in de Britse hitparade, begonnen in januari 1964 de opnamen voor  A girl called Dusty. Het album kwam uit in april en haalde de zesde plaats in de UK Albums Chart. Johnny Franz trad op als producer (en zou nog vele jaren met haar blijven samenwerken). De meidengroep The Breakaways zorgde voor de achtergrondzang. Het orkest stond onder leiding van Ivor Raymonde.
De plaat werd niet uitgebracht in de Verenigde Staten. In plaats daarvan bracht Philips in de VS een verzamelalbum uit met een aantal nummers van A girl called Dusty en een paar nummers die eerder als single waren uitgebracht: Stay awhile/I only want to be with you. Later in 1964 bracht Philips Dusty uit, een verzamelalbum volgens hetzelfde recept met een andere selectie van nummers.
In 1990 bracht Philips een cd-versie van A girl called Dusty op de markt, die identiek was aan de lp-versie. In 1997 kwam een geremasterde versie uit op het label Mercury Records (Mercury 534 520-2). De plaat heeft acht bonustracks. Omdat de originele mixen niet meer beschikbaar zijn, is een deel van de nummers in mono en een ander deel een remix gebaseerd op alternatieve versies van de opname.
Het album staat in Robert Dimery’s lijst van 1001 Albums You Must Hear Before You Die.

## Single
Het nummer Wishin' and hopin' kwam in mei 1964 als single uit in de Verenigde Staten. De achterkant was Do re mi. De plaat haalde de zesde plaats in de Billboard Hot 100. De single werd niet uitgebracht in het Verenigd Koninkrijk. Daar hadden The Merseybeats een hit met hetzelfde nummer.

## Nummers
| Nr. | Titel                                              | Schrijver(s)                                     | Duur |
| --- | -------------------------------------------------- | ------------------------------------------------ | ---- |
| 1.  | Mama said                                          | Luther Dixon, Willie Denson                      | 2:05 |
| 2.  | You don't own me                                   | John Medora, David White                         | 2:26 |
| 3.  | Do re mi                                           | Earl King                                        | 2:20 |
| 4.  | When the lovelight starts shining through his eyes | Lamont Dozier, Brian Holland, Edward Holland Jr. | 2:53 |
| 5.  | My colouring book                                  | Fred Ebb, John Kander                            | 3:01 |
| 6.  | Mockingbird                                        | Inez and Charlie Foxx                            | 2:33 |

| Nr. | Titel                        | Schrijver(s)                                  | Duur |
| --- | ---------------------------- | --------------------------------------------- | ---- |
| 1.  | Twenty four hours from Tulsa | Burt Bacharach, Hal David                     | 3:01 |
| 2.  | Nothing                      | Frank Augustus, Bob Elgin, Clarence Lewis Jr. | 2:07 |
| 3.  | Anyone who had a heart       | Burt Bacharach, Hal David                     | 2:52 |
| 4.  | Will you love me tomorrow    | Gerry Goffin, Carole King                     | 2:40 |
| 5.  | Wishin' and hopin'           | Burt Bacharach, Hal David                     | 2:53 |
| 6.  | Don't you know               | Ray Charles                                   | 2:39 |

| Nr. | Titel                                            | Schrijver(s)                                     | Duur |
| --- | ------------------------------------------------ | ------------------------------------------------ | ---- |
| 1.  | I only want to be with you (alternatieve versie) | Mike Hawker, Ivor Raymonde                       | 2:40 |
| 2.  | He's got something                               | Kenny Lynch, Ian Samwell                         | 2:58 |
| 3.  | Every day I have to cry                          | Arthur Alexander                                 | 2:29 |
| 4.  | Can I get a witness                              | Lamont Dozier, Brian Holland, Edward Holland Jr. | 2:46 |
| 5.  | All cried out                                    | Buddy Kaye, Phil Springer                        | 3:03 |
| 6.  | I wish I'd never loved you                       | Mike Hawker, Ivor Raymonde                       | 3:43 |
| 7.  | Once upon a time                                 | Dusty Springfield                                | 1:53 |
| 8.  | Summer is over                                   | Tom Springfield, Clive Westlake                  | 3:45 |